# Aguilar del Río Alhama
Aguilar del Río Alhama es un municipio español de la Comarca de Cervera, La Rioja. Está situado en una zona montañosa de poca altitud, en las estribaciones del Sistema Ibérico. Pertenece a la región de la Rioja Baja y está bañado por las aguas del río Alhama.

## Ubicación
El municipio se encuentra en el extremo suroriental de La Rioja, en la falda de la sierra del Pélago. Limita al norte y este con Cervera del Río Alhama, al oeste (de N a S) con Valdemadera y Navajún, y al sur con cuatro municipios de la provincia de Soria (de O a E), Cigudosa, San Felices, Dévanos y Ágreda

## Historia
Las primeras noticias datan del siglo XII. Se incorporó a Castilla en 1198. En 1269, Teobaldo II de Navarra la incluyó en el fuero de Viana y concedió un mercado semanal los martes. Enrique I de Navarra ordenó en 1271 a los vecinos de la aldea de Río que se trasladasen a la villa para formar un solo término. En 1273, Pedro Sánchez de Monteagut, señor de Cascante y a quien pertenecía la villa, la donaba al rey Enrique. En 1302, los peajeros de Tudela pretendían exigir derechos a los aguilareños y estos se quejaron a Alfonso Robray, gobernador de Navarra, quién mandó que no se les inquietasen por estar aforados.
En el siglo XIV, con Juan Ramírez de Arellano, se integró en el señorío de Cameros. En 1452, Juan II liberó a la villa a perpetuo de todo impuesto sobre el vino que vendiesen, por haberle sido fiel, incluso aunque esto conllevó robos, detenidos y fallecidos. En 1463, Enrique IV de Castilla sometió a su dominio a muchos pueblos, entre ellos Aguilar, en virtud de la sentencia compromisal de Luis XI de Francia.
En el siglo XVI, se creó el condado de Aguilar de Inestrillas, que fue concedido a Alonso Ramírez de Arellano, IV señor de Cameros y que situó en el castillo de Aguilar su principal bastión, junto con el castillo de Nalda.
En el lugar denominado Santo de la Peña se descubrió en 1747 una mina de alcohol, en la cual se realizó una pequeña extracción que se vendió a los alfareros de Ágreda. No hay constancia de que se siguiese explotando después.
Aguilar era cabeza de la Tierra de Aguilar. Con el nombre de Partido de Aguilar, formó parte, desde 1785, de la Intendencia de Soria. En 1833, con la nueva división provincial proyectada por Javier de Burgos, Aguilar se incluye  en la provincia de Logroño.

### Icnitas
Durante el periodo Cretácico inferior, formó parte de una llanura encharcada que se desecaba periódicamente, dejando atrás zonas fangosas en las que las huellas de dinosaurio quedaban marcadas a su paso. Con el tiempo éstas se secaban y cubrían con nuevos sedimentos cuyo peso prensaba las capas inferiores, haciéndolas solidificar en rocas con el paso de millones de años. La erosión ha ido desgastando las capas superiores haciendo visibles muchas de estas formaciones rocosas, permitiendo observar las icnitas.
En el municipio se encuentra el yacimiento de «La Virgen del Prado». Declarado Bien de Interés Cultural en la categoría de Sitio Histórico el 23 de junio de 2000. Se sitúa próximo a la localidad de Inestrillas junto a la ermita que da nombre al yacimiento, a 2,4 km (kilómetros) de la carretera. Es de fácil acceso. En él se observan 36 huellas de entre 30 y 32 cm (centímetros) de longitud de dinosaurios carnívoros en las que se distinguen tres dedos estilizados (Filichnites gracilis). Cuatro forman un pequeño rastro y el resto son aisladas. Tiene la peculiaridad de contener las huellas más antiguas de La Rioja. Además se han encontrado escamas de peces del género Lepidotes.

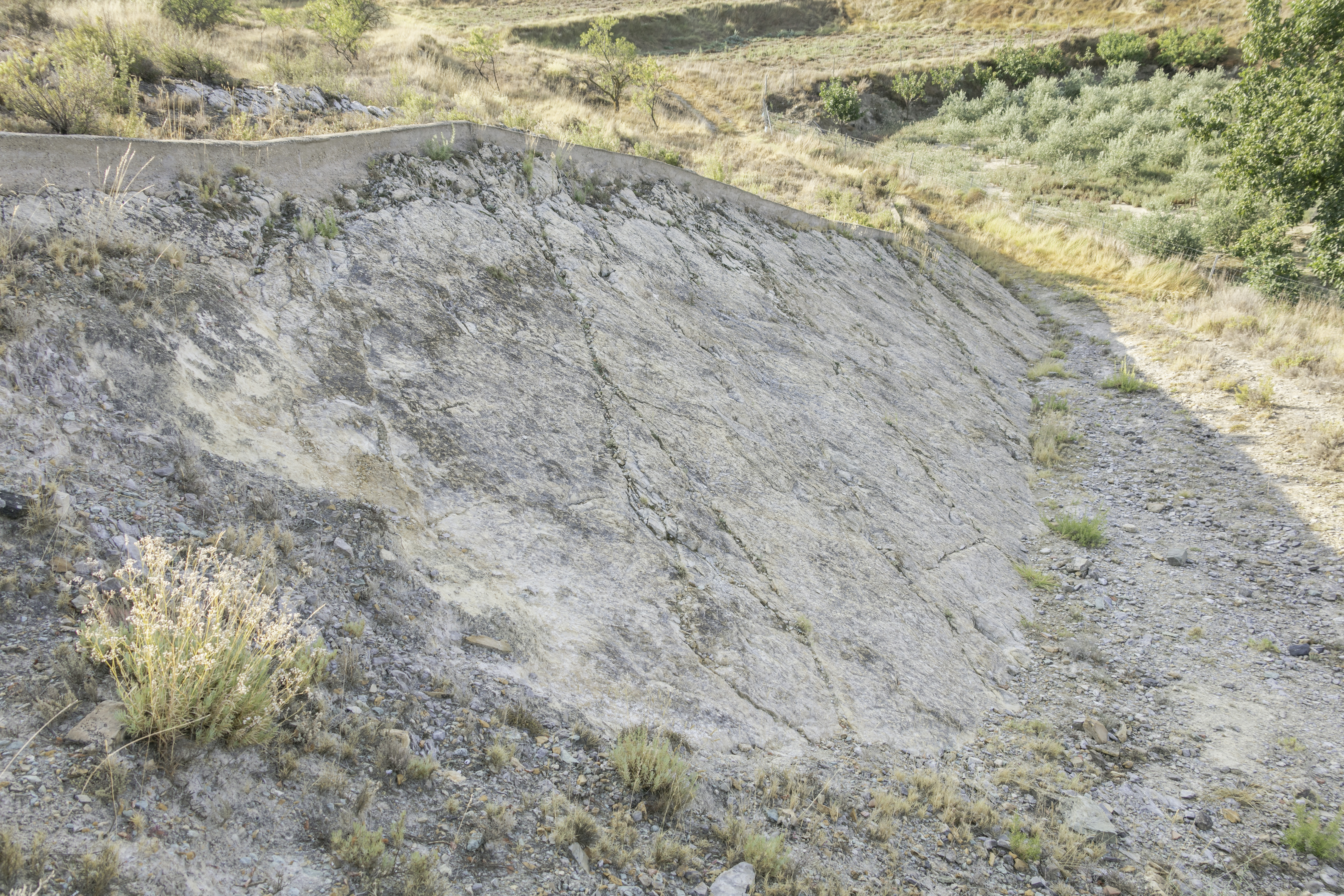
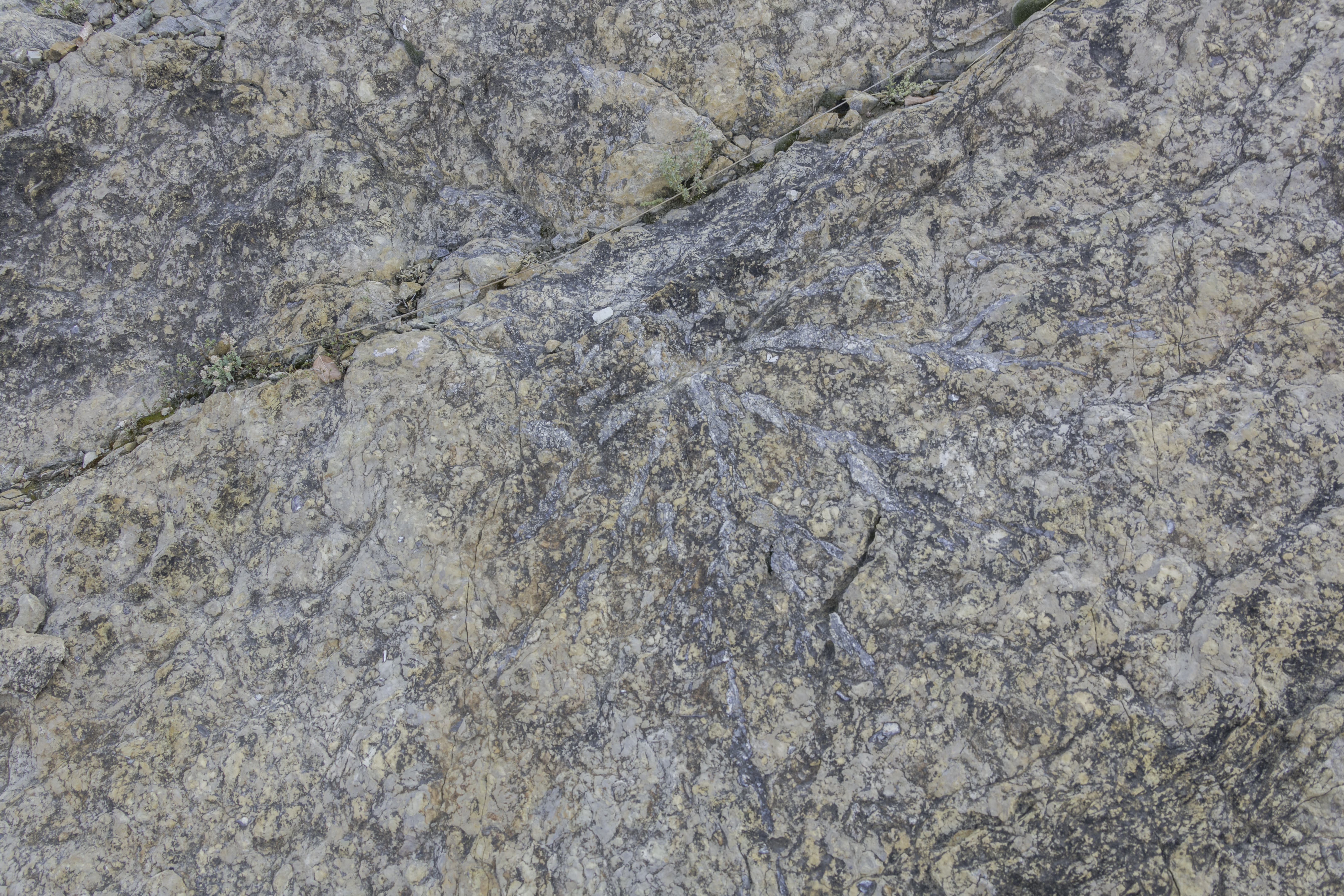
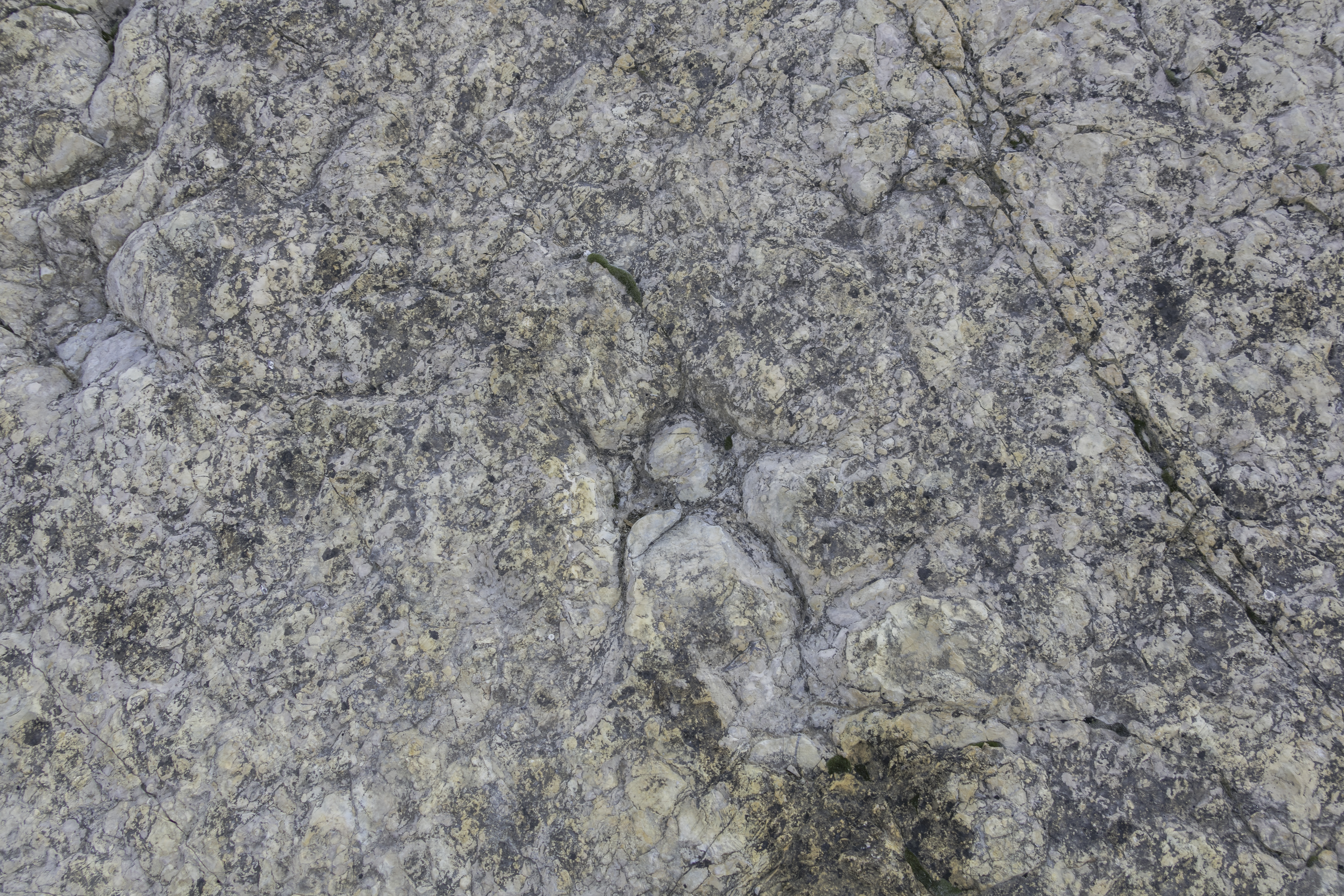

## Geografía humana

### Demografía
Cuenta con una población de 426 habitantes (INE 2024).
| Gráfica de evolución demográfica de Aguilar del Río Alhama entre 1842 y 2021 |
| |
| Población de derecho según los censos de población del INE Población de hecho según los censos de población del INEEn este censo se denominaba Aguilar: 1842 Entre el censo de 1857 y el anterior, crece el término del municipio porque incorpora a 265003 (Inestrillas) |

El cierre, en 1959, de una fábrica textil que empleaba a un buen número de personas, provocó un vertiginoso descenso de la población, ya que muchos tuvieron que trasladarse a otras localidades en busca de trabajo.

### Población por núcleos
Desglose de población según el Padrón Continuo por Unidad Poblacional del INE.
| Núcleos                | Habitantes (2020) | Varones | Mujeres |
| ---------------------- | ----------------- | ------- | ------- |
| Aguilar del Río Alhama | 417               | 218     | 199     |
| Inestrillas            | 42                | 24      | 18      |
| Gutur                  | 0 (despoblado)    | 0       | 0       |

## Economía

### Evolución de la deuda viva
El concepto de deuda viva contempla sólo las deudas con cajas y bancos relativas a créditos financieros, valores de renta fija y préstamos o créditos transferidos a terceros, excluyéndose, por tanto, la deuda comercial.
| Gráfica de evolución de la deuda viva del ayuntamiento entre 2008 y 2014                             |
| |
| Deuda viva del ayuntamiento en miles de Euros según datos del Ministerio de Hacienda y Ad. Públicas. |

La deuda viva municipal por habitante en 2014 ascendía a 504,89 €.

## Comunicaciones
- La carretera comarcal 284 comunica Aguilar con Cervera del Río Alhama, su cabecera de comarca, en esta misma carretera está Inestrillas, población de este municipio.
- La vía 388 con las localidades de la provincia de Soria: Cigudosa, San Felices y Castilruiz.
- La vía 490 la comunica con Valdemadera y Navajún.

Hay servicio de autobuses con:
- Logroño.
- Cervera del Río Alhama.
- Calahorra. Solamente días laborables.
- Alfaro. Solamente días laborables.

## Patrimonio histórico y arquitectónico

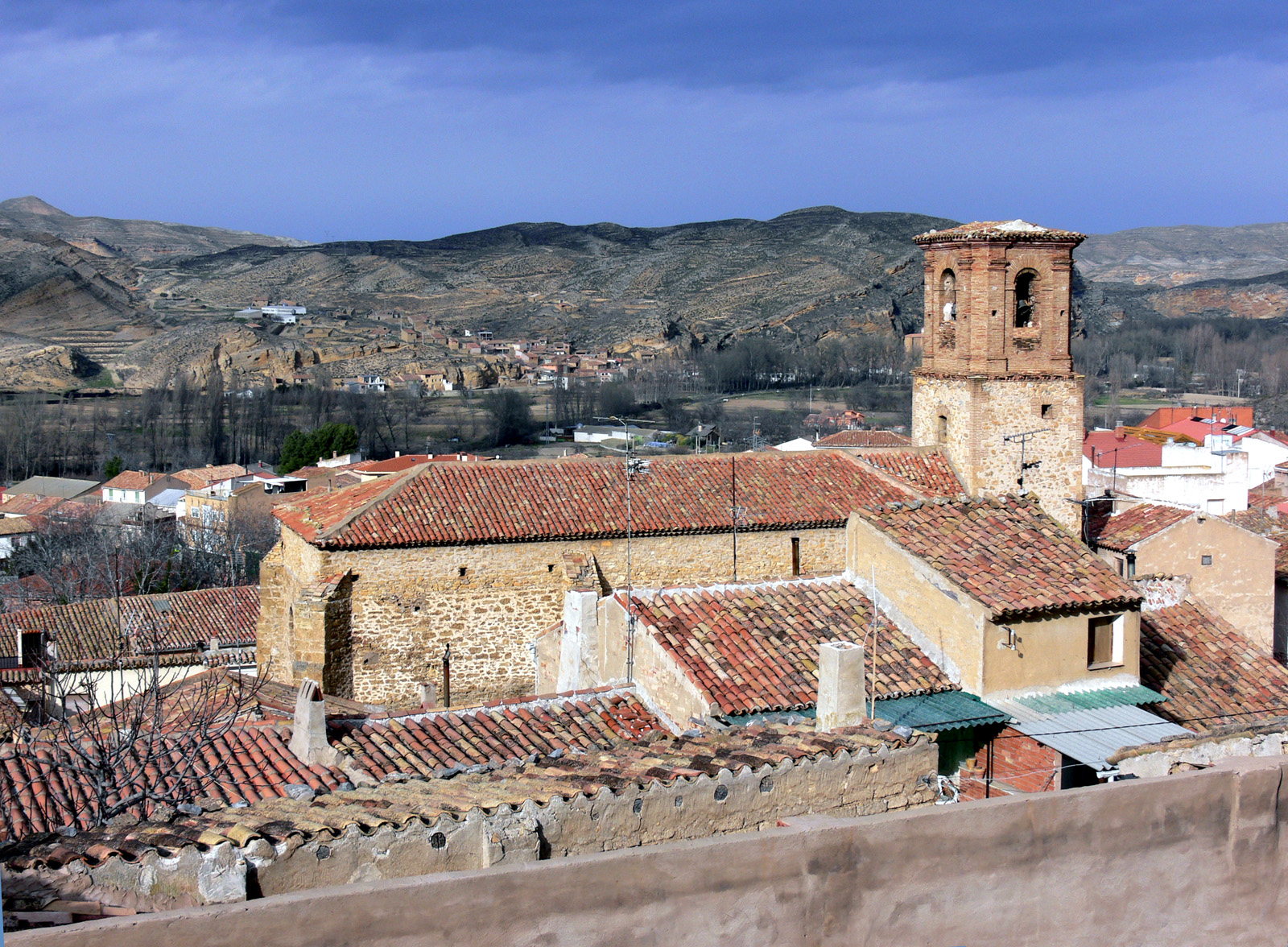
Iglesia de la Asunción y sierra del Tormo

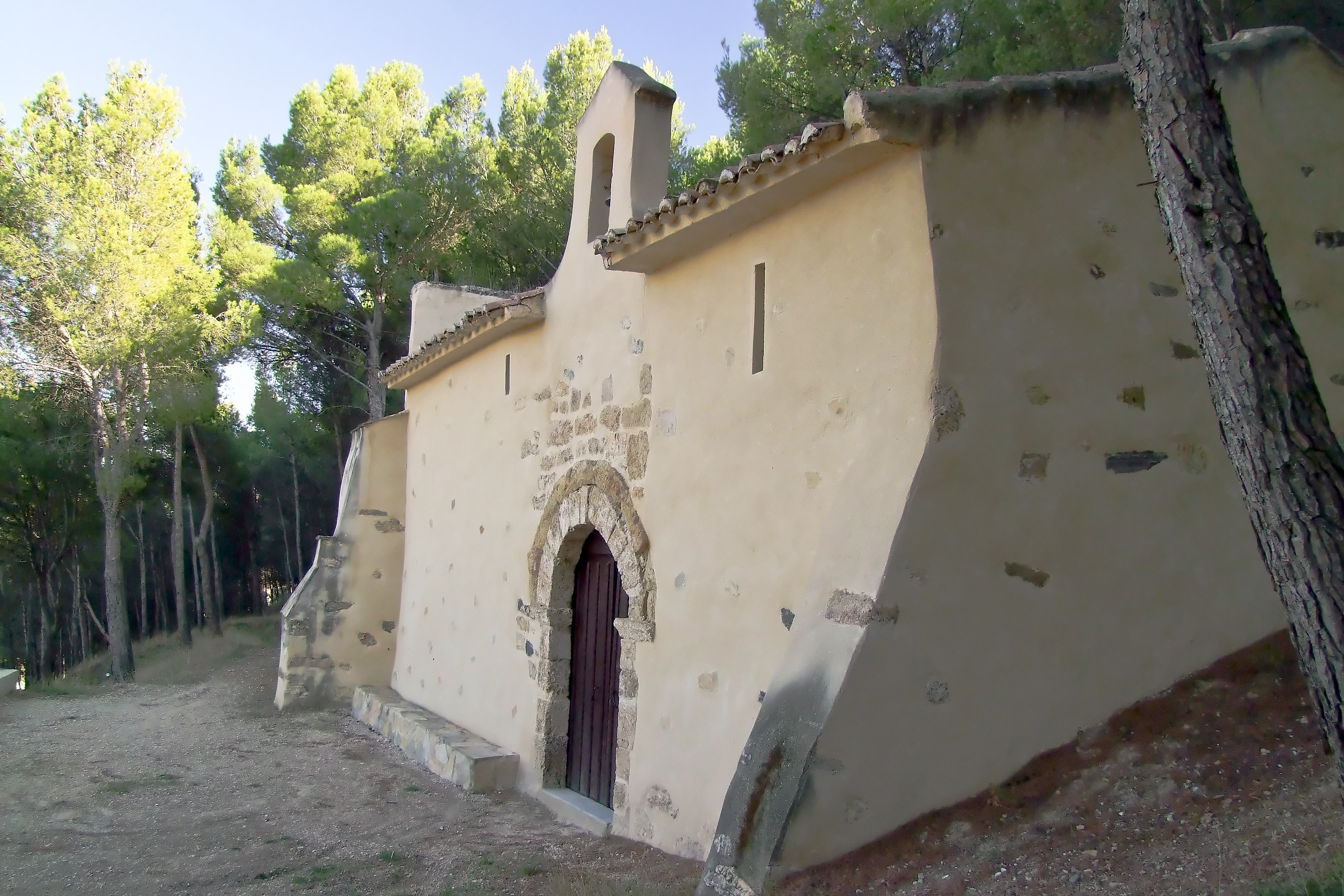
Ermita de la Antigua

- Castillo: actualmente en ruinas. Estuvo situado en lo alto del cerro junto a la población y fue construido en el siglo XII. A partir del siglo XVI pasaría a ser el bastión de los señores de Cameros y condes de Aguilar.[13]
- Iglesia de la Asunción: De una sola nave de tres tramos, fue construida en el siglo XVI en piedra de sillería y sillarejo. Tiene bóvedas de crucería estrellada y cuatro capillas laterales. Cuenta con retablos neoclásicos y barrocos. Destaca una talla gótica de la Virgen de los Remedios y un Cristo yaciente del siglo XVIII.
- Ermita de la Valvanera o de Santa María la Antigua: De origen románico.
- Contrebia Leucade: fue una ciudad celtibérica cuya historia se remonta hasta la primera Edad del Hierro. Se conservan sus ruinas en relativo buen estado. Se encuentra junto a la aldea de Inestrillas, entre Cervera y Aguilar. Es considerado uno de los más importantes de La Rioja, tuvo una ocupación celtibérica, una posterior romana y otra visigoda. Merece la pena acercarse para visitar los yacimientos de Contrebia Leucade, dónde podemos encontrar viviendas excavadas en la roca, una muralla romana, foso y muralla celtibéricos y obras de abastecimiento de agua que les permitían abastecerse sin depender del exterior.
- Ermita de la Virgen de los Remedios: Está situada en la aldea despoblada de Gutur.

## Flora y fauna
Abundan buitres leonados (Gyps fulvus), que sobrevuelan el municipio aprovechándose de las corrientes térmicas. También pueden verse águilas reales (Aquila chrysaetos), águilas perdiceras (Aquila fasciata) y halcones (Falco).
En el municipio, además de árboles usuales como la encina (Quercus ilex) o el sauco (Sambucus), también se encuentran la cornicabra (Pistacia terebinthus), el  arce negro (Acer monspessulanum), la sabina negral (Juniperus phoenicea), el enebro de miera (Juniperus oxycedrus), la jara blanca (Cistus albidus), y el jurón (Mustela putorius).
Durante el octubre de 2005, en unas jornadas micológicas,  se recogió un tipo de seta que no fue posible clasificarla en una especie concreta ya existente, se trata de un ascomyceto del orden de los pezizales, de la familia pezizaceae, que fue bautizada como Peziza aquilarensis, por esta localidad donde fue recogida.

## Festejos
- 17 de enero, San Antón. Se celebra el sábado más próximo.
- 3 de mayo, día de La Cruz. Se traslada al primer sábado de mayo y se realiza una romería a la ermita de la Virgen de los Remedios en Gutur. De este día son tradicionales los bodigos (pan relleno de huevo y chorizo)
- 14 al 20 de agosto, fiestas patronales en honor de la Asunción y de San Roque.
- 6 al 7 de diciembre, (Santa Bárbara). Se celebra el sábado más próximo.
- 13 al 14 de diciembre, (Santa Lucía).Se celebra el sábado más próximo.